# Bret Harte

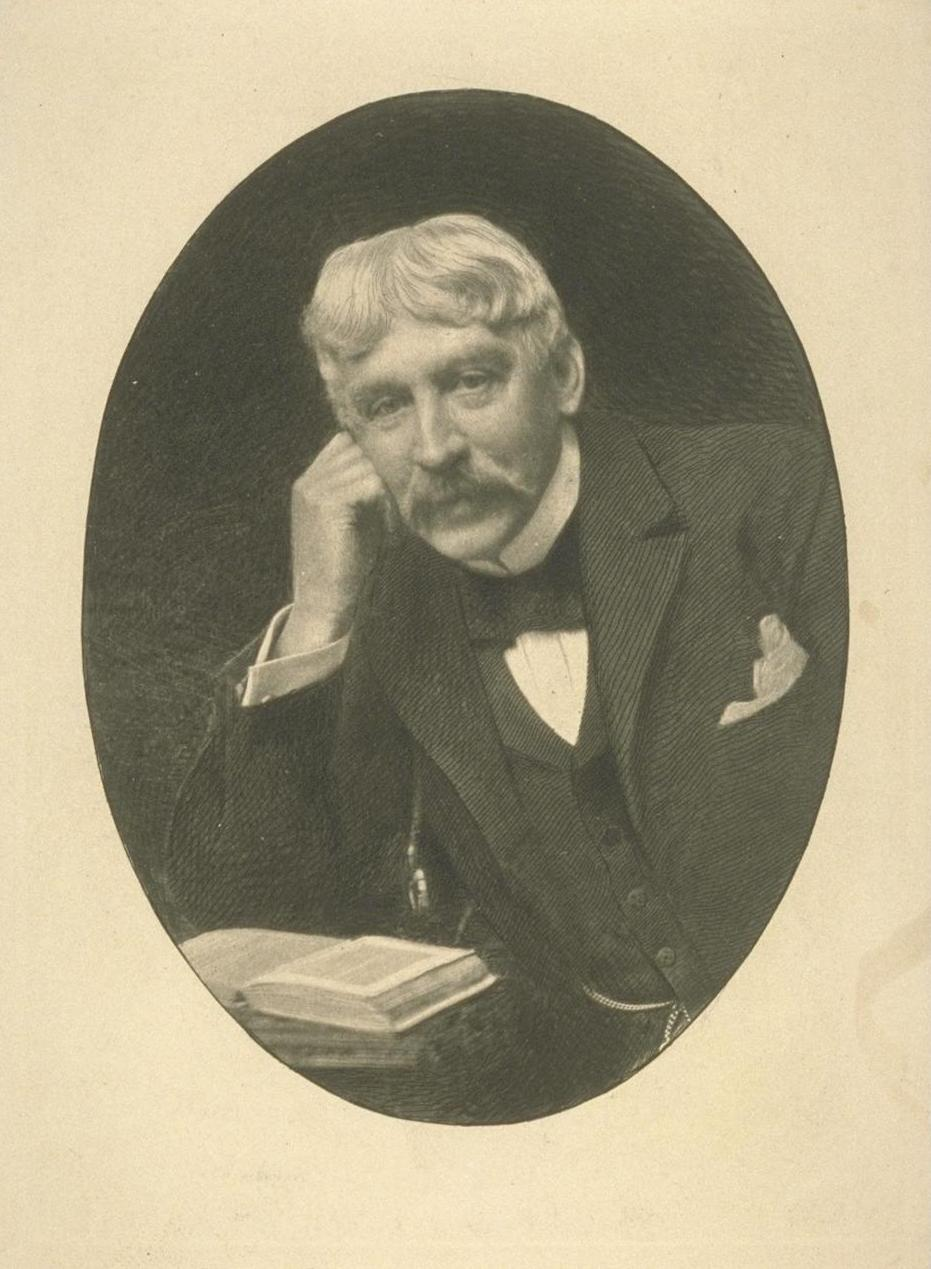
Bret Harte

Francis Bret Harte (* 25. August 1836 in Albany, New York; † 5. Mai 1902 in Camberley, Großbritannien) war ein US-amerikanischer Schriftsteller, der heute vor allem für seine Erzählungen über das Leben während des kalifornischen Goldrauschs bekannt ist. Er gilt als einer der wichtigsten Vertreter der Local Color Fiction.

## Leben
Francis Bret Harte wurde als Sohn des niederländischstämmigen Lehrers Henry Philip Harte und dessen Frau Elizabeth Rebecca geb. Ostrander geboren. Der Vater, aufgezogen im Geist der holländisch-reformierten Kirche, hatte studiert, konnte aber wegen geschuldeter Studiengebühren kein Diplom erwerben. Die Mutter kam aus einer gebildeten Familie und war Angehörige der Episkopalkirche. Nach dem frühen Tod des Vaters 1845 zog die Familie nach New York, wo Harte in einer Anwaltskanzlei und für einen Apotheker arbeitete. Bereits im Alter von zehn oder elf Jahren begann er, die Erlebnisse seines Bruders im Mexikanisch-Amerikanischen Krieg in Form kleiner Gedichte zu verarbeiten. 1854 folgten er und seine Schwester Margaret ihrer Mutter nach Kalifornien, wo sie erneut geheiratet hatte. Bret verdiente sich sein Geld zunächst in vielerlei Anstellungen. So war er als Apothekenangestellter, Schul- und Privatlehrer und Expressbote tätig, aber auch als Drucker beim Northern Californian, wo er gelegentlich seine eigenen Gedichte drucken konnte. Die vielen Tätigkeiten führten dazu, dass er ein gutes Gespür für die unterschiedlichen Charaktere entwickelte, die die neue Bevölkerung des amerikanischen Westens ausmachten.
Inwieweit er auch in den kalifornischen Minen gearbeitet hat, die eine bedeutende Rolle in seinem literarischen Schaffen einnehmen, ist historisch nicht belegt. 1857 veröffentlichte er sein erstes Gedicht; The Valentine erschien in der Wochenzeitung Golden Era. Im selben Jahr zog er für drei Jahre nach Uniontown, wo er als Privatlehrer, Druckereigehilfe und Redaktionsassistent der Northern Californian tätig war. Nachdem er darin 1860 öffentlich gegen das Massaker an den Wiyot-Indianern protestiert hatte, wurde er mit dem Tode bedroht, verlor seine Stelle und kehrte nach San Francisco zurück, wo er als Schriftsetzer und Autor des Golden Era angestellt wurde. Ende 1860 erschien seine Novelle Mliss, die ein durchschlagender Erfolg wurde. Im selben Jahr verwendete er erstmals den Namen Bret Harte, unter dem er heute allgemein bekannt ist. Am 11. August 1862, mittlerweile als Angestellter der staatlichen Landvermessung tätig, heiratete er Anna Griswold in San Rafael. 1864 wechselte er erneut seinen Beruf, als er eine Anstellung bei der staatlichen Münze in San Francisco annahm. Ebenfalls 1864 traf er erstmals Mark Twain, den er als aufstrebenden Literaten unterstützte.
In den folgenden Jahren schrieb er als typischer Vertreter der nach dem Bürgerkrieg aufblühenden Local color fiction, die in ihren Werken typische Merkmale bestimmter Regionen mit großem Realismus darstellte, Beiträge für Charles Henry Webbs Wochenzeitung The Californian. Harte war stets besorgt über die Behandlung von Minderheiten, was ihn einmal sogar den Job kostete, und blieb skeptisch angesichts der sozialen Auswirkungen des Eisenbahnbaus im Westen der USA. Juli 1868 gründete er die monatlich erscheinende Zeitung Overland Monthly, deren Herausgeber er wurde. Im August desselben Jahres veröffentlichte er – zunächst anonym – „The Luck of Roaring Camp“, das mit der im Januar des Folgejahres veröffentlichten Short Story The Outcasts of Poker Flat den Kern seines literarischen Werkes bildet. Beide Geschichten, die im kalifornischen Goldgräbermillieu der frühen 1850er Jahre spielen, bilden den Ausgangspunkt für die kalifornische Local Color-Literatur. Nachdem er, vor allem an der Ostküste für seine Werke gefeiert, 1871 auf dem Höhepunkt seiner Karriere als bekanntester und bestbezahlter Autor der USA Kalifornien verlassen hatte, um für die führende Literaturzeitung der USA, das Atlantic Monthly, zu schreiben, verebbte bald das Interesse an Harte, der an seine Erfolge nie wieder anknüpfen konnte.
Die University of California in Berkeley bot ihm eine Professur an, die er jedoch ablehnte. Als weder sein einziger Roman, Gabriel Conroy, noch das Theaterstück Ah Sin, das in Zusammenarbeit mit Mark Twain entstanden war, den gewünschten Publikumserfolg einbrachten, entschied sich Harte, seiner Familie und seiner Heimat den Rücken zu kehren. 1878 ging er zunächst als US-Konsul nach Krefeld, wo er als Handelsvertreter arbeitete. Während dieser Zeit wohnte er vorwiegend in Düsseldorf, wo er in Views from a German Spion auch den dortigen Karneval beschrieb. 1880 zog es ihn für fünf Jahre als US-Konsul nach Glasgow. 1885 seines Amtes enthoben, zog er nach London, wo er den Rest seines Lebens als erfolgloser Autor verbrachte. Seine Frau und zwei seiner Kinder reisten ihm nach, es kam aber nicht zu einer Versöhnung. 1898 wurde er in die American Academy of Arts and Letters gewählt.
Er erkrankte an Kehlkopfkrebs und starb am 5. Mai 1902 im Alter von 65 Jahren in Camberley (Surrey Heath Borough). Seine letzte Ruhestätte fand er auf dem St. Peter’s  Churchyard in Frimley (Surrey Heath Borough).
Viele seiner Erzählungen wurden in zahlreiche Sprachen übersetzt, unter anderem auch ins Russische. Als Stalin 1927 die Geschichten über den Goldrausch in Kalifornien las, gab er angeblich den Befehl, die sibirischen Goldminen wieder in Betrieb zu setzen, was der Sowjetunion half, die darauf folgende Krise zu überstehen.

## Ehrungen
- 1987 wurde ihm von der US-Post eine Briefmarke (Wert $ 5) in der Serie Great Americans gewidmet.

## Werke (Auswahl)
- Mliss (1860)
- The Luck of Roaring Camp (1868)
- The Outcasts of Poker Flat (1869)
- Tennessee's Partner (1869)
- The Heathen Chinee (1870)
- Tales of the Argonauts (1875)
- In the Carquinez Woods (1883)
- Gabriel Conroy (1876)
- Ah Sin (1877)
- auf Deutsch erschienen: Kalifornische Erzählungen; Aufbau-Verlag, Berlin und Weimar, 1986; ISBN 978-3-351-00118-6

## Verfilmungen
- 1916: The Half-Breed (In the Carquinez Woods)
- 1952: Die Frau des Banditen (The Outcasts of Poker Flat)
- 1955: Todesfaust (beruhend auf Tennessee's Partner und The Outcasts of Poker Flat)
- 1978: Durch den wilden Westen (Woorushen i otschen opasen)
- 1975: Verdammt zu leben - Verdammt zu sterben (lose bzw. teilweise beruhend auf The Outcasts of Poker Flat und The Luck of Roaring Camp)